# ليف هانسن (ملاكم)
ليف هانسن (بالنرويجية البوكمول: Leif Hansen)‏ (8 فبراير 1928 - 6 نوفمبر 2004) هو ملاكم نرويجي، صنّف ضمن فئة وزن ثقيل ووزن خفيف الوسط ‏ ووزن الويلتر ووزن الخفيف. شارك في الألعاب الأولمبية الصيفية 1952.

## وصلات خارجية
- ليف هانسن على موقع بوكس ريك (الإنجليزية) (registration required)
- ليف هانسن على موقع اللجنة الأولمبية الدولية (الإنجليزية)
- ليف هانسن على موقع أوليمبيديا (الإنجليزية)